# Nikołaj Arczakow
Nikołaj Iwanowicz Arczakow (ros. Николай Иванович Арчаков, ur. 14 sierpnia?/27 sierpnia 1913 we wsi Tielatniki w obwodzie riazańskim, zm. 7 listopada 1961 w Leningradzie) – radziecki lotnik wojskowy, podpułkownik, Bohater Związku Radzieckiego (1945).

## Życiorys
Urodził się w rodzinie chłopskiej. Do 1933 skończył 7 klas, w 1934 ukończył aeroklub, pracował w fabryce i w sieci handlowej w Nowomoskowsku. Od 1941 służył w Armii Czerwonej, od 1943 należał do WKP(b), od sierpnia 1941 uczestniczył w wojnie z Niemcami. Walczył na Froncie Zachodnim, Leningradzkim i 3 Białoruskim, w 1943 ukończył przyśpieszony kurs w szkole wojskowo-politycznej. Podczas obrony Leningradu wykonał samolotem Ił-2 74 loty bojowe, atakując siłę żywą i technikę wroga. Później brał udział w walkach w krajach bałtyckich i Prusach Wschodnich, na 3 Froncie Białoruskim wykonał 88 lotów bojowych. 15 kwietnia 1945 jako dowódca eskadry 999 pułku lotnictwa szturmowego 277 Dywizji Lotnictwa Szturmowego 1 Armii Powietrznej wziął udział w walkach o Królewiec. Do końca kwietnia 1945 wykonał 162 loty bojowe, w tym ponad sto szturmowych. Miał wylatane 169 godzin i 45 minut. Zniszczył wiele broni i sprzętu wroga. Po wojnie nadal służył w lotnictwie, w 1950 ukończył wyższe kursy taktyczne, w 1955 zwolniono go do rezerwy w stopniu podpułkownika.

## Odznaczenia
- Złota Gwiazda Bohatera Związku Radzieckiego (29 czerwca 1945)
- Order Lenina
- Order Czerwonego Sztandaru (dwukrotnie)
- Order Suworowa III klasy
- Order Wojny Ojczyźnianej I klasy
- Order Wojny Ojczyźnianej II klasy
- Order Czerwonej Gwiazdy (trzykrotnie)